# Флемминг, Вальтер
Вальтер Флемминг (нем. Walther Flemming; 21 апреля 1843, Заксенберг — 4 августа 1905, Киль) — немецкий биолог, основатель цитогенетики, автор фундаментальной книги «Zellsubstanz, Kern und Zelltheilung», с публикацией которой зачастую связывают открытие хромосом. Ввёл термин «амитоз» в 1882 году.

## Биография
Родился в городе Заксенберг (ныне Шверин), был пятым ребёнком и единственным сыном в семье психиатра Карла Фридриха Флемминга (нем. Carl Friedrich Flemming, 1799—1880) и его второй жены Огюст Винтер. Он окончил гимназию в Шверине, где познакомился со своим лучшим другом на всю жизнь — Генрихом Зайделем. Флемминг учился медицине в Геттингене, Тюбингене, Берлине и окончил обучение в Ростоке в 1868 году. Во время франко-прусской войны 1870—1871 годов был призван на службу как военный врач.
В 1873—1876 годах работал преподавателем в Пражском университете (тогда немецком). После отказа в профессорском звании в Кенигсбергском университете в 1876 году он стал профессором анатомии в университете Киля, где он занимал пост директора в анатомическом институте до самой смерти. В 1879 году он был избран членом академии Леопольдина. Современники описывают Флемминга как неконфликтного и миролюбивого человека, в связи с мягкостью его характера он был популярен среди его студентов. В конце жизни он страдал некоторыми неустановленными до конца неврологическими расстройствами, из-за которых был вынужден преждевременно оставить преподавание. Он умер в возрасте 62 года в Киле.

## Научная деятельность
Он был одним из пионеров микроскопической цитологии. Применив новые материалы (анилиновые краски) он выявил структуры клеток, которые интенсивно окрашивались, и потому были названы им хроматин (от древнегреческого χρῶμα «насыщенность цвета»). Он обнаружил, что хроматин содержит нитевидные структуры, названные позднее хромосомами (название было опубликовано в 1888 году Генрихом Вальдейером). Примерно в то же время бельгийский ученый Эдуард ван Бенеден провёл аналогичные наблюдения. Флемминг исследовал процесс клеточного деления и подразделения хроматина, он использовал термин мейоз, впервые предложенный им в 1878 году.
Он обобщил накопленные к тому времени результаты, дополнив их своими открытиями, и в 1882 году опубликовал в пионерской работе «Zellsubstanz, Kern und Zelltheilung».

## Признание
Немецкое Общество клеточной биологии (нем. Deutsche Gesellschaft für Zellbiologie) с 2004 года присуждает медаль Вальтера Флемминга (нем. Walther-Flemming-Medaille).